# Мараки
 Мараки — деревня в Кировской области. Входит в состав муниципального образования «Город Киров»

## География
Расположена на расстоянии примерно 6 км по прямой на северо-запад от железнодорожного вокзала станции Киров.

## История
Известна с 1802 года как починок Протасовской с 3 дворами. В 1873 году здесь (деревня Протасовская или Зубари) дворов 8 и жителей 68, в 1905 (Протасовская 2-я или Мораки)) 6 и 24, в 1926 (Мараки или Протасовская 2-я ) 6 и 28, в 1950 4 и 15, в 1989 32 жителя. Настоящее название утвердилось с 1939 года. Административно подчиняется Октябрьскому району города Киров.

## Население
Постоянное население составляло 12 человек (русские 83%) в 2002 году, 13 в 2010.